# Sticker (album)

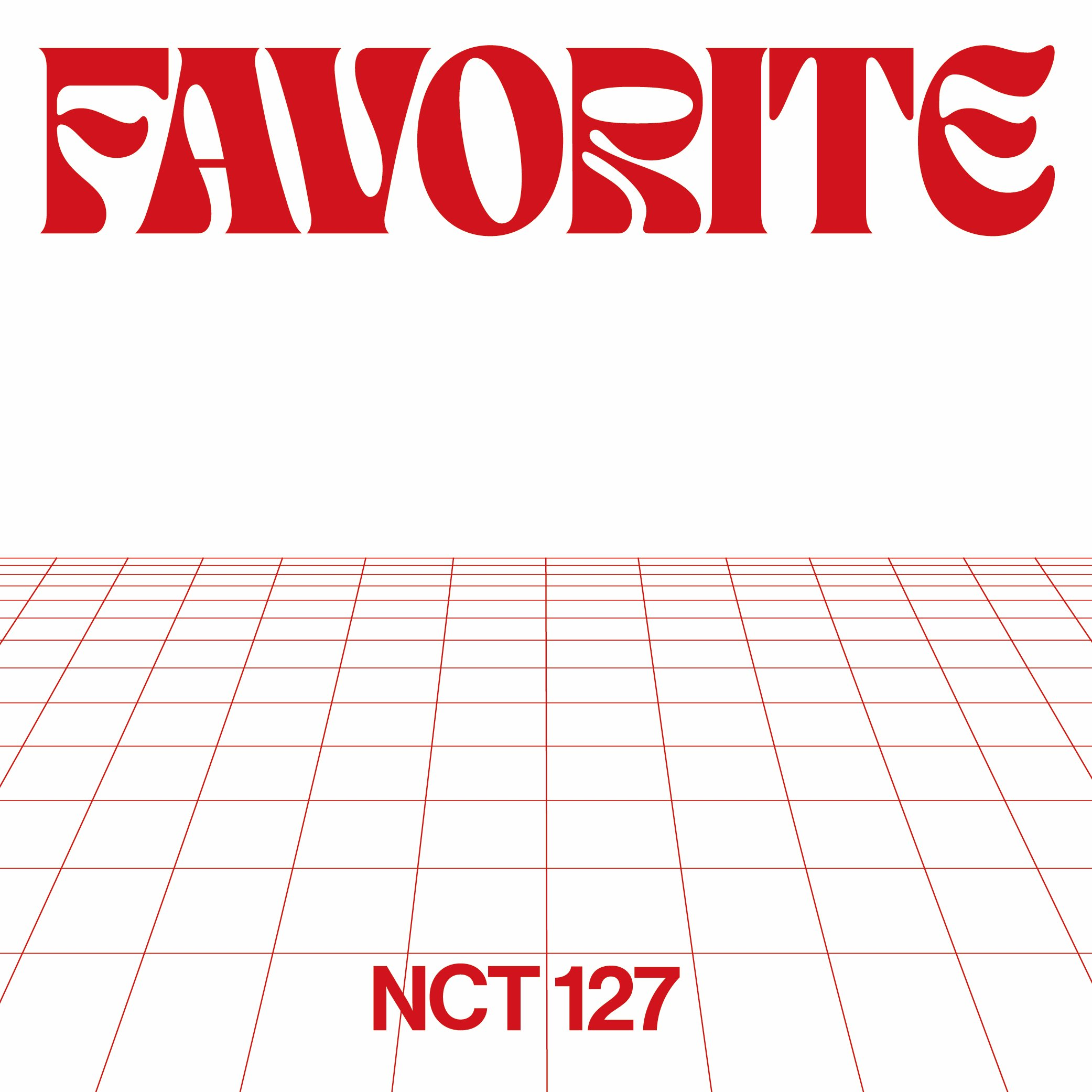
Favorite riedizione

Sticker è il terzo album in studio in coreano del gruppo musicale sudcoreano NCT 127. Pubblicato il 17 settembre 2021 da SM Entertainment, è la loro prima pubblicazione coreana dall'album Neo Zone, uscito a marzo 2020. Ha come brano principale la traccia omonima.
Il 25 ottobre il gruppo pubblicherà la riedizione dell'album, Favorite, che aggiunge all'album tre nuove tracce, incluso il nuovo singolo eponimo.

## Tracce
Tracce di Sticker
1. Sticker – 3:47 (testo: Yoo Young-jin, Lee Tae-yong, Mark – musica: Yoo Young-jin, Dem Jointz, Calixte, Prince Chapelle, Ryan S. Jhun)
2. Lemonade – 3:10 (testo: Han Yeo-reum (Joombas), Teuru (Joombas) – musica: Charles "Rokman" Rhodes, Benji Bae)
3. Breakfast – 3:32 (testo: Jeong Ha-ri (Joombas) – musica: Simon Petrén, Andreas Öberg, Ninos Hanna)
4. Focus – 3:24 (testo: Lee Chang-hyeok – musica: Jaicko Lawrence, Oluwayomi Emmanuel Oredein, Darius Michael Bryant, Otha "Vaskeen" Davis III, Ryan S. Jhun)
5. The Rainy Night – 3:19 (testo: Jung Yoon-hwa, Seo Hye-ri – musica: Softserveboy, Sqvare, Hwan Yang, Ryan S. Jhun)
6. Far – 3:36 (testo: Sahara (Joombas) – musica: Alexander Karlsson (JeL), Alexej Viktorovitch (JeL), Alex Nese)
7. Bring the Noize – 3:42 (testo: Kim Boo-min – musica: sokodomo, Hitchhiker, Kim Boo-min, John Fulford)
8. Magic Carpet Ride – 3:38 (testo: Jo Yoon-kyung – musica: Harvey Mason Jr., Patrick "J. Que" Smith, Britt Burton, Dewain Whitmore Jr., Dewain Whitmore)
9. Road Trip – 3:35 (testo: Le'mon (Joombas), Ellie Suh (Joombas), San (Vendors) – musica: Erik Lidbom)
10. Dreamer – 3:29 (testo: Baek Geum-min – musica: Cutfather, Mich Hansen, Daniel Heloy Davidsen, Daniel Davidsen (PhD), Peter Wallevik (PhD), Boy Matthews, Asia Whiteacre)
11. Promise You – 3:31 (testo: ZNEE (Joombas), Rick Bridges – musica: Noah Conrad, Roland "Rollo" Spreckley, Tony Ferrari, Ryan Linvill)

Durata totale: 38:43
Tracce di Favorite
1. Favorite – 3:36
2. Sticker – 3:47 (testo: Yoo Young-jin, Lee Tae-yong, Mark – musica: Yoo Young-jin, Dem Jointz, Calixte, Prince Chapelle, Ryan S. Jhun)
3. Love on the Floor – 3:38
4. Lemonade – 3:10 (testo: Han Yeo-reum (Joombas), Teuru (Joombas) – musica: Charles "Rokman" Rhodes, Benji Bae)
5. Breakfast – 3:32 (testo: Jeong Ha-ri (Joombas) – musica: Simon Petrén, Andreas Öberg, Ninos Hanna)
6. Pilot – 3:29
7. Focus – 3:24 (testo: Lee Chang-hyeok – musica: Jaicko Lawrence, Oluwayomi Emmanuel Oredein, Darius Michael Bryant, Otha "Vaskeen" Davis III, Ryan S. Jhun)
8. The Rainy Night – 3:19 (testo: Jung Yoon-hwa, Seo Hye-ri – musica: Softserveboy, Sqvare, Hwan Yang, Ryan S. Jhun)
9. Far – 3:36 (testo: Sahara (Joombas) – musica: Alexander Karlsson (JeL), Alexej Viktorovitch (JeL), Alex Nese)
10. Bring the Noize – 3:42 (testo: Kim Boo-min – musica: sokodomo, Hitchhiker, Kim Boo-min, Aventurina King, John Fulford)
11. Magic Carpet Ride – 3:38 (testo: Jo Yoon-kyung – musica: Harvey Mason Jr., Patrick "J. Que" Smith, Britt Burton, Dewain Whitmore)
12. Road Trip – 3:35 (testo: Le'mon (Joombas), Ellie Suh (Joombas), San (Vendors) – musica: Erik Lidbom, MLC)
13. Dreamer – 3:29 (testo: Baek Geum-min – musica: Mich Hansen, Daniel Heloy Davidsen, Daniel Davidsen (PhD), Peter Wallevik (PhD), Boy Matthew, Asia Whiteacre)
14. Promise You – 3:31 (testo: ZNEE (Joombas), Rick Bridges – musica: Noah Conrad, Roland "Rollo" Spreckley, Tony Ferrari, Ryan Linvill)

Durata totale: 49:26

## Classifiche
| Classifica (2021)                  | Posizione massima |
| ---------------------------------- | ----------------- |
| Australian Albums                  | 16                |
| French Albums (SNEP)               | 163               |
| German Albums (Offizielle Top 100) | 16                |
| Hungarian Albums                   | 25                |
| Japanese Albums (Oricon)           | 1                 |
| South Korean Albums (Gaon)         | 1                 |
| Spanish Albums (PROMUSICAE)        | 65                |
| Swiss Albums                       | 37                |
| UK Albums (OCC)                    | 40                |
| US Billboard 200                   | 3                 |